# Łucja Yi Zhenmei
Św. Łucja Yi Zhenmei (chiń. trad. 易貞美璐琪; pinyin Yì Zhēnměi Lùqí; Wade-Giles I Chên-mei Lu-ch'i) (ur. 17 stycznia 1815 w Mianyang, prowincja Syczuan, w Chinach, zm. 19 lutego 1862 w Kaiyang, prowincja Kuejczou)  – święta Kościoła katolickiego, katechistka, męczennica.

## Życiorys
Łucja Yi Zhenmei urodziła się w katolickiej rodzinie jako najmłodsze dziecko. Spędzała wiele godzin na modlitwie. Jej matka uczyła ją prząść. Po śmierci ojca mieszkała z matką i bratem, spędzając wolny czas na nauczaniu wiary dzieci z sąsiedztwa. Kiedy po 4 latach jej brat przeprowadził się do Chongqing, żeby tam praktykować medycynę, przeprowadziła się razem z nim i matką. Na prośbę miejscowego księdza pomagała nauczać kobiety w parafii. Odmówiła przyjęcia propnowanej za to zapłaty. Po kilku latach jej brat przeprowadził się do Guiyang. Udała się tam z nim pełna entuzjazmu dla pracy misyjnej. Dla własnego bezpieczeństwa postanowiła zatrzymać się w konwencie. Jednak wkrótce problemy zdrowotne zmusiły ją do powrotu do domu. W 1861 biskup Hu poprosił ją, by ponownie nauczała w konwencie. Podjęła tę pracę pomimo sprzeciwu krewnych. W 1862 udała się razem z ojcem Wen Nai’er (Jan Neel) do Jiashanlong, żeby otworzyć misję. Właśnie wtedy zarządca prowincji Kuejczou, Tian Xingshu, zaczął prześladować katolików, co popierał miejscowy sędzia. W wyniku tego Jan Zhang Tianshen, Marcin Wu Xuesheng, Jan Chen Xianheng i ojciec Jan Neel zostali aresztowani i skazani na śmierć bez formalnego procesu. 18 lutego w dniu egzekucji spotkali ją na drodze. Została również uwięziona i ponieważ odmówiła wyrzeczenia się wiary skazana na śmierć następnego dnia. Ścięto ją w południe.

## Dzień wspomnienia
9 lipca w grupie 120 męczenników chińskich.

## Proces beatyfikacyjny i kanonizacyjny
Razem z Janem Neel, Jan Chen Xianheng, Marcinem Wu Xuesheng i Janem Zhang Tianshen należy do grupy męczenników z Kuejczou. Zostali oni beatyfikowani 2 maja 1909 r. przez papieża Piusa X. Kanonizowani w grupie 120 męczenników chińskich 1 października 2000 r. przez Jana Pawła II.